# Triller
Triller je priimek več znanih Slovencev:
- Igor Triller (*1948), stečajni upravitelj ...
- Karel Triller (1862—1926), pravnik, gospodarstvenik in politik
- Katja Triller Vrtovec (*1979), stokovnjakinja za medicinsko in upravno pravo, univ. prof., državna uradnica
- Nadja Triller, zdravnica pulmologinja
- Rok Triller (*1980), arhitekt
- Viktor Triller (1878—?), zgodovinar (dr. 1906)